# (1994) Shane
(1994) Shane (1961 TE; 1939 RN) ist ein Asteroid des Hauptgürtels, der am 4. Oktober 1961 im Goethe-Link-Observatorium entdeckt wurde.

## Benennung
Der Asteroid wurde nach dem US-amerikanischen Astronomen C. D. Shane (1895–1983) benannt. Shane war unter anderem der Leiter des Lick-Observatoriums sowie der zweite Präsident der Association of Universities for Research in Astronomy.